# Safet Sušić
Safet Sušić (ur. 13 kwietnia 1955 w Zavidovići) – bośniacki piłkarz grający na pozycji ofensywnego pomocnika.

## Kariera klubowa
Sušić urodził się w bośniackim mieście Zavidovići. Karierę piłkarską rozpoczął w małym klubie FK Krivaja. W 1972 roku w wieku 17 lat został zawodnikiem jednego z czołowych bośniackich klubów, FK Sarajevo. W sezonie 1973/1974 zadebiutował w jego barwach w pierwszej lidze jugosłowiańskiej, a już w kolejnym był członkiem wyjściowej jedenastki swojego klubu. Z czasem stał się jednym z najskuteczniejszych zawodników klubu. W sezonie 1979/1980 strzelił 17 bramek w lidze i wraz z Dragoljubem Kosticiem z Napredaka Kruševac został królem strzelców, a FK Sarajevo zostało wicemistrzem kraju. W zespole z Sarajewa grał do jesieni 1982 roku, a łącznie wystąpił w nim 221 razy i strzelił 85 bramek.
Pod koniec 1982 roku Sušić odszedł z zespołu i wyjechał zagranicę. Trafił do Francji, gdzie podpisał kontrakt z zespołem Paris Saint-Germain. W rozgrywkach francuskiej Ligue 1 zadebiutował 18 grudnia w przegranym 0:1 domowym spotkaniu z AS Monaco. W barwach PSG stał się czwartym obcokrajowcem obok Holendra Keesa Kista, Argentyńczyka Osvaldo Ardilesa i Algierczyka Mustaphy Dahleba. Od czasu transferu zaczął występować w pierwszym składzie PSG i już w 1983 roku dotarł z tym klubem do finału Pucharu Francji. W nim klub z Paryża pokonał 3:2 FC Nantes, a Safet zdobył swoje pierwsze zagraniczne trofeum. W 1985 roku także wystąpił w finale krajowego pucharu, jednak Paryżanie ulegli 0:1 AS Monaco. W sezonie 1985/1986 przyczynił się do wywalczenia pierwszego w historii klubu z Parc des Princes mistrzostwa Francji. Z kolei w 1989 roku został z PSG wicemistrzem Francji. W 1991 roku po zdobyciu 10 goli w lidze opuścił Paris Saint-Germain i trafił do grającego w Ligue 2, Red Star 93 z podparyskiego Saint-Ouen. Po jednym sezonie gry w tym klubie zdecydował się zakończyć sportową karierę.
| Sezon   | Klub                | Kraj       | Rozgrywki | Mecze | Bramki |
| ------- | ------------------- | ---------- | --------- | ----- | ------ |
| 1973/74 | FK Sarajevo         | Jugosławia | I liga    | 10    | 0      |
| 1974/75 | FK Sarajevo         | Jugosławia | I liga    | 33    | 11     |
| 1975/76 | FK Sarajevo         | Jugosławia | I liga    | 16    | 2      |
| 1976/77 | FK Sarajevo         | Jugosławia | I liga    | 28    | 9      |
| 1977/78 | FK Sarajevo         | Jugosławia | I liga    | 33    | 8      |
| 1978/79 | FK Sarajevo         | Jugosławia | I liga    | 30    | 15     |
| 1979/80 | FK Sarajevo         | Jugosławia | I liga    | 34    | 17     |
| 1980/81 | FK Sarajevo         | Jugosławia | I liga    | 7     | 2      |
| 1981/82 | FK Sarajevo         | Jugosławia | I liga    | 17    | 11     |
| 1982/83 | FK Sarajevo         | Jugosławia | I liga    | 13    | 9      |
| 1982/83 | Paris Saint-Germain | Francja    | Ligue 1   | 18    | 8      |
| 1983/84 | Paris Saint-Germain | Francja    | Ligue 1   | 38    | 8      |
| 1984/85 | Paris Saint-Germain | Francja    | Ligue 1   | 34    | 10     |
| 1985/86 | Paris Saint-Germain | Francja    | Ligue 1   | 37    | 10     |
| 1986/87 | Paris Saint-Germain | Francja    | Ligue 1   | 29    | 3      |
| 1987/88 | Paris Saint-Germain | Francja    | Ligue 1   | 24    | 3      |
| 1988/89 | Paris Saint-Germain | Francja    | Ligue 1   | 34    | 7      |
| 1989/90 | Paris Saint-Germain | Francja    | Ligue 1   | 36    | 7      |
| 1990/91 | Paris Saint-Germain | Francja    | Ligue 1   | 37    | 10     |
| 1991/92 | Red Star 93         | Francja    | Ligue 2   | 17    | 3      |

## Kariera reprezentacyjna
W reprezentacji Jugosławii Sušić zadebiutował 5 października 1977 roku w przegranym 3:4 towarzyskim spotkaniu z Węgrami. W 14. minucie tego meczu zdobył gola, a w 83. dołożył drugiego. W 1982 roku Miljan Miljanić powołał go do kadry na Mistrzostwa Świata w Hiszpanii. Tam wystąpił w trzech spotkaniach: z Irlandią Północną (0:0), z Hiszpanią (2:1) i z Hondurasem (2:1).
W 1984 roku Safet wystąpił na Euro 84. Tam, podobnie jak 2 lata wcześniej, był podstawowym zawodnikiem swojej drużyny i zagrał we wszystkich meczach, przegranych 0:2 z Belgią, 0:5 z Danią i 2:3 z Francją, jednak Jugosłowianie nie wyszli z grupy. Swój ostatni turniej w karierze rozegrał w 1990 roku. Wówczas na Mundialu we Włoszech grał w każdym meczu „Plavich”: z RFN (1:4), z Kolumbią (1:0), ze Zjednoczonymi Emiratami Arabskimi (4:1 i gol w 4. minucie meczu), w 1/8 finału z Hiszpanią (2:1 po dogrywce) oraz w ćwierćfinale z Argentyną (2:3 po rzutach karnych - wynik meczu 0:0). Ostatni mecz w kadrze narodowej rozegrał w listopadzie 1990 przeciwko Danią (2:0). Łącznie wystąpił w niej 54 razy i zdobył 21 goli.
W listopadzie 2003 roku z okazji 50. rocznicy utworzenia UEFA Sušić został wybrany najlepszym zawodnikiem w historii Bośni i Hercegowiny.

## Kariera trenerska
Po zakończeniu kariery piłkarskiej Sušić został trenerem. W sezonie 1994/1995 szkolił piłkarzy AS Cannes, z którymi awansował do Pucharu Intertoto. Następnie przez większą część dotychczasowej kariery trenerskiej prowadził zespoły z Turcji. W 1996 roku został trenerem İstanbulsporu i pracował tam przez dwa lata. Następnie w 2001 roku trafił do saudyjskiego Al-Hilal. W 2004 roku wrócił do Turcji. Najpierw przez rok trenował Konyaspor, a od 2005 do 2006 roku MKE Ankaragücü. Kolejnym prowadzonym przez Bośniaka klubem był Çaykur Rizespor. W okresie od 2006 roku do lata 2007 pozostawał bez pracy, ale następnie powrócił na stanowisko pierwszego trenera Rizesporu. Następnie w latach 2008–2009 był trenerem Ankarasporu. Od grudnia 2009 do grudnia 2014 roku był selekcjonerem Bośni i Hercegowiny.